# حمى من منشأ دوائي
حمى من منشأ دوائي (بالإنجليزية: Drug-induced hyperthermia)‏ هي عرض والتي تنتج بسَبب تناول دواء مؤدية إلى تفاعلات دوائية ضائرة حَيثُ أَن تناول الأدوية بهدف مُساعدة المريض لتَكوين حَالة تُسمى فَرْطُ الاسْتِقْلاَب منها إلى الحرارة.

## الزِّناد
- تُسببها بشكل مُباشر الأدوية  e.g. لاموتريجين وبروجستيرون وعلاج كيميائي تُسبب ورم ونخر.
- احتمالية الأَثَارٌ الجانِبِيّة للمُنبهات (e.g. كوكايين وإكستاسي وميثامفيتامين وPMA و4-MTA)
- كرد فعل سلبي أو عكسي لتَناول e.g. مضاد حيوي سلفوناميدات.
- بعد التوقف عن تناول e.g. هيروين أو فينتانيل.
- متلازمة سيروتونيني; فرط نشاط السِيرُوتونينِيُّ المَفْعول بسبب الجمع ما بين عقاقير سِيرُوتونينِيُّة المَفْعول (e.g. مضاد اكتئاب ومُنبهات وتريبتانات)
- نَواهض مُستقبلات 5-HT2A، سيلوسيبين أو ثنائي إيثيل أميد حمض الليسرجيك
- فَرْطُ الحَرارَةِ الخَبيث.

## العلاج
الهدف الأساسي من العلاج هو القضاء وإزالة العَامل. ويَتمُ ذَلك عن طريق كمادات الثَلج. في الحالات الشديدة، عندما تَصل درجة الحَرارة (عادة عند أو فوق ~ 104° فهرنهايت)، يتم اللُجوء إلى حمام الثَلج وإلى الأستخدام الدوائي مثل البنزوديازيبين فتُعتبر فعالة في هَذه الحالة.

## مَصادر خَارجية
- Tabor PA (يونيو 1986). "Drug-induced fever". Drug Intell Clin Pharm. ج. 20 ع. 6: 413–20. PMID:3522163.